# Полювання на дрохв (цикл романів)
«Сага про Стрепета» — цикл романів українського письменника Петра Лущика, написаний в авантюрно-історичному жанрі. Цикл описує пригоди Федора (Теда) Стрепета. Складається з шести романів.
Перші два романи були відзначені на конкурсі «Коронація слова 2004» (увійшли до першої десятки в номінації «Романи»).

## Дійові особи
- Федір Стрепет — спочатку студент школи бізнесу Даремського університету (Англія), а потім співвласник фірми.
- Мері Кіркбрайт — дружина Стрепета.
- Клод Шеньє, Боб Ландкастер — канадські друзі Стрепета.
- Сергій Соколовський (Сірий), Василь Гайдук (Опришко) — одногрупники Стрепета.
- Ігор Лисяк, Юрій Ведмідь (Бурий), Макс — українські друзі Стрепета.
- "Цар, «Хімік», «Могол» — злодії в законі.

## Романи

### Полювання на дрохв
Початок історії. В 1919 році до рук прадіда головного героя випадково потрапляє загадкова стогривнева банкнота УНР, яка є ключем до великого багатства. Федя Стрепет першим здогадався, що «сто» — це комірка у банку, а номер банкноти — ключ до неї. Залишається лише знайти банк.
Стрепет опиняється в Англії, куди його відправили вчитися за програмою обміну студентами. Він забирає із собою і старовинну банкноту. Пошуки відгадки приводять його в Лондон до офісу колишніх вояків дивізії «Галичина». Там він знайомиться з внучкою одного з керівників організації, Мері Кіркбрайт. Разом з нею Стрепет перетинає Атлантичний океан і опиняється у Нью-Йорку, у будинку бабці Мері. Квартирант бабці, Андрій Годинка, вирішує допомогти молодим людям. Разом з ним Федір приходить до висновку, що за ймовірними скарбами стоїть незаконнонароджений син одного з київських магнатів. Але тут виявляється, що за скарбом полює ще хтось. Одного дня, повернувшись в будинок, Федір Стрепет застає вбитими бабцю Мері та Андрія. Саму Мері викрадають і вимагають обміняти її на банкноту. Умовиводи допомогли Стрепету визначити місце, де переховували Мері. Це озеро на території Канади. Стрепет відправляється до сусідньої країни. Його підвозить канадський студент Клод Шеньє, який знайомить українця зі своїми друзями. Разом вони вирішують допомогти Стрепету. Вирахувавши за допомогою супутника точне місцезнаходження викрадачів, вони вирушають на озеро. Головного викрадача на прізвисько «Бугор» у рибальському будиночку немає; разом з Мері він залишив своїх «шісток», а сам відправився в Единбург, де у вокзальній чарунці Стрепет помістив банкноту. Коли довгоочікувана купюра опиняється в руках «Бугра», викрадачі відпускають Мері. Але вправа виходить з-під контролю і Федір отримує поранення.
Він зізнається Мері, що віддав «Бугру» іншу, несправжню, банкноту, а оригінал перебуває в Лондоні. Звідти обоє відправляються в Швейцарію, де в комірці одного з банків знаходять золоті царські «імперіали». Здавалося, вони багаті і можуть розслабитися, але на їхньому шляху знову виникає «Бугор». На здивування Феді Стрепета, ним виявився його колишній однокласник Микола, який все життя заздрив його успіхам. Між колишніми друзями зав'язується бійка, у якій перемагає Стрепет, а Микола зривається у глибоке провалля

### П'яте євангеліє
Несподівано для себе, Клод Шеньє стає власником напіврозваленого замку тамплієрів у Франції і одночасно таємничого манускрипту, який пізніше виявляється нічим іншим, як повним текстом євангелія Марії Магдалини. Бажаючи якнайвигідніше продати знахідку, він звертається за допомогою до Стрепета.
Виявляється, що за манускриптом також полює міжнародний картель на чолі з Жулем Гарньє.
Одночасно Федору Стрепету доводиться воювати з місцевим кримінальним авторитетом «Царем». У цьому йому допомагає конкурент «Царя» «Хімік». Між ними виникає дружба.

### «Перлина Афродіти»
Федір Стрепет пробує себе як детектива, намагаючись розгадати аферу зі зникненням найбільшої у світі перлини.
З колекції відомого британського колекціонера Віллі Ґранта зникає відома перлина. Це сталося під час вечірки, яку Ґрант влаштував для своїх друзів якраз перед тим, як подарувати її королеві. Підозра, звісно, падає на одного з гостей. Дізнавшись від свого знайомого про те, що Тед Стрепет перебуває неподалік, Ґрант запрошує його для розкриття даного злочину. Не розуміючи, що від нього хочуть, Стрепет, тим не менше, перебирається до маєтку колекціонера. Докази вказують на одного з гостей Берлінгтона, молодого аристократа. Тут Стрепет починає сумніватися у вині Берлінгтона. Надто вже вона очевидна. Зрештою, він доходить до висновку, що перлину ніхто не крав, а Ґрант сам продав її ще раніше невідомому колекціонеру, продажу приховав, а коли від Букінгемського палацу надійшла пропозиція виставити коштовність в палаці, злякався, що викриється його афера. Так і виникла ідея із зникненням «Перлини Афродіти».

### Віруси з казковими іменами
Тед Стрепет перебирається в Україну і відкриває свою фірму. Але тут виявляється, що комп'ютери, які підключають до Інтернету і запускають недавно створений вебсайт фірми, миттю згоряють.
Для вирішення цієї проблеми Стрепет залучає студента Оксфордського університету Станіслава Фіалковського, уродженця України. Тому вдається вийти на слід зловмисників, але розповісти, хто це, не встигає. Фіалковського знаходять мертвим.
Розуміючи, що це може бути лише хтось зі своїх, Стрепет звертається за допомогою до свого друга «Хіміка».
Разом з Клодом Шеньє Стрепет доходить до висновку, що за вірусною атакою стоїть його одногрупник Соколовський, а Фіалковського безпосередньо вбиває інший одногрупник Гайдук.

### Пектораль первосвященика
Успіхи Федора Стрепета і Клода Шеньє не дають спокою Бобу Ландкастеру, дугу Шеньє і Стрепета. На острові Оук йому вдається натрапити на уривок манускрипту, де повідомляється, що якась восьма реліквія тамплієрів передається на зберігання якомусь Гійому де Пардо і що того папа Інокентій відправляє з посольством до галицького князя Данила Романовича. За допомогою канадець звертається до своїх друзів. Пошуки реліквії тривають в Англії, Італії і в Україні. Зрештою, друзі доходять до висновку, що таємнича восьма реліквія не що інакше, як нагрудник Аарона, або пектораль первосвященика. Пошуки приводять їх до місцевості Бакота, де і знаходять реліквію.
Несподівано Мері, яка працює перекладачем в Єгипті, викрадають члени терористичної організації «Ель-гуль» і обіцяють звільнити в обмін на пектораль. На допомогу Стрепету приходять новітні члени ордену тамплієрів, яким також потрібна пектораль. Разом з Бобом і Клодом він відправляється в Єгипет, де вступає у сутичку з викрадачами і знову отримує перемогу.

### Немезида, або Ніколи не зліть жінку
В автомобільній ДТП гине Федя Стрепет. На той час він вже одружився з Мері, у них народився хлопчик і вони перебралися жити в Україну. Після похорону Мері на деякий час поїхала в Англію, щоб навчитися управляти фірмою чоловіка. Після повернення до неї потрапляє лист, у якому невідомий повідомляє, що аварія, у якій загинув її чоловік, була не випадковою і до неї причетний колишній друг Феді Богдан Рибак. Розуміючи, що Рибак, номінальний власник АЗС, не мав причин заподіяти смерті Стрепету, Мері вирішує дізнатися, хто за ним стоїть. Довівши Рибака до розорення, вона пропонує йому вирішити його проблеми взамін на ім'я його господаря. Зрозумівши, що його викрили, Рибак називає ім'я Павла Бодруга, односельчанина Стрепета, і ще когось третього, але про нього він не знає нічого. Складність у тому, що Бодруг — начальник районної міліції. Щоб дізнатися про третього, Мері вирішує посадити Бодруга, вловивши його на хабарі. Оскільки він обов'язково потрапить у спеціальну тюрму для колишніх міліціонерів, Мері зав'язує там знайомства. За великі гроші злодії на зоні «опускають» колишнього начальника міліції. Завдяки цьому жінка дізнається про третього. Це успішний банків і кандидат у народні депутати Монастирський. Складність у тому, що Мері отримала саме від Монастирського великий кредит, який поки що не може виплатити. Вона вирішує скомпрометувати Монастирського в очах його господарів та майбутніх виборців, зазнявши на відео, як він проводить вільний час з повією.
Монастирський програє вибори, а невдовзі його знаходять мертвим.
Мері завершує свою помсту.